# Архітектурний ансамбль

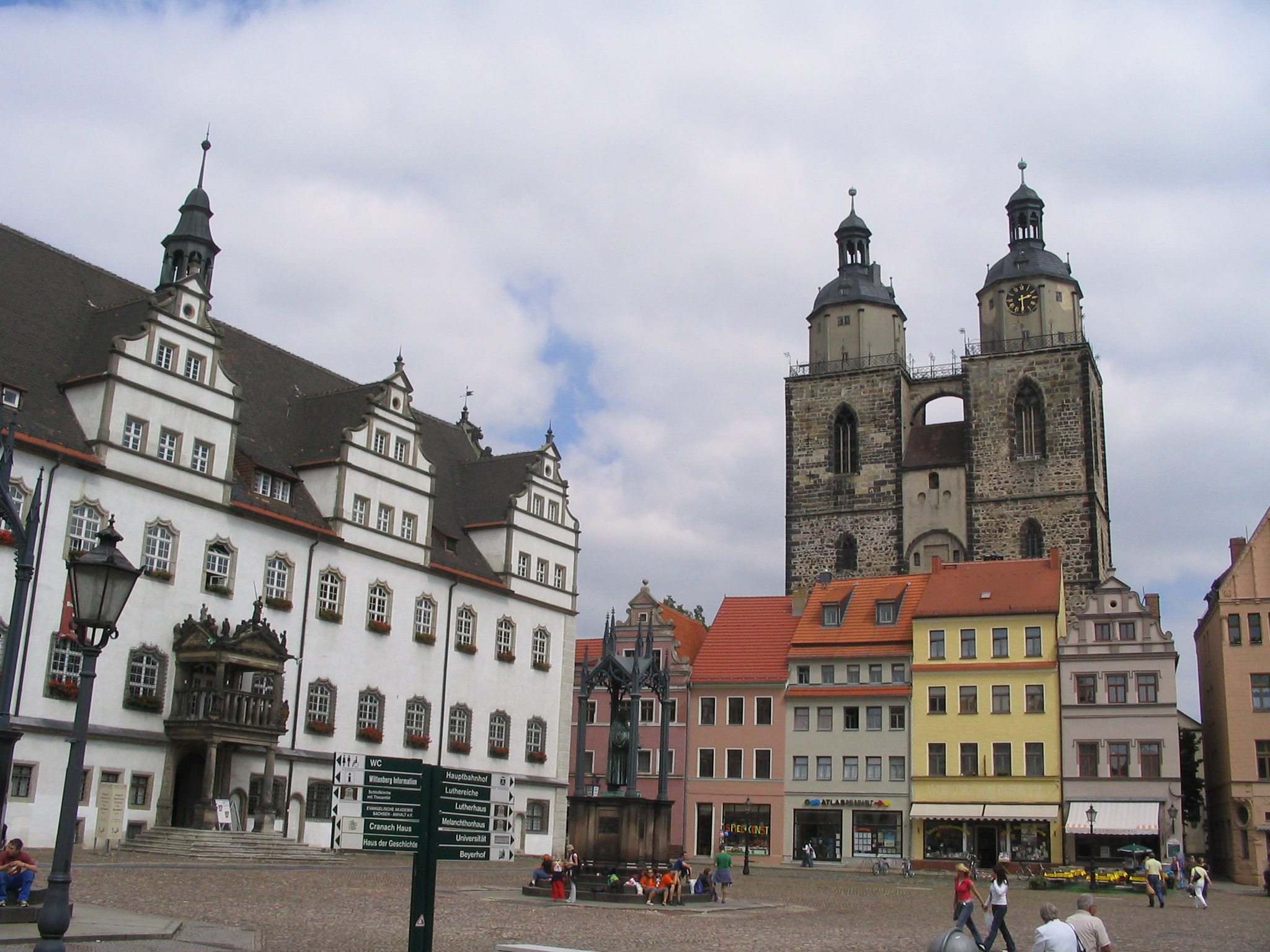
Площа Марктплац в Віттенберзі (Німеччина)

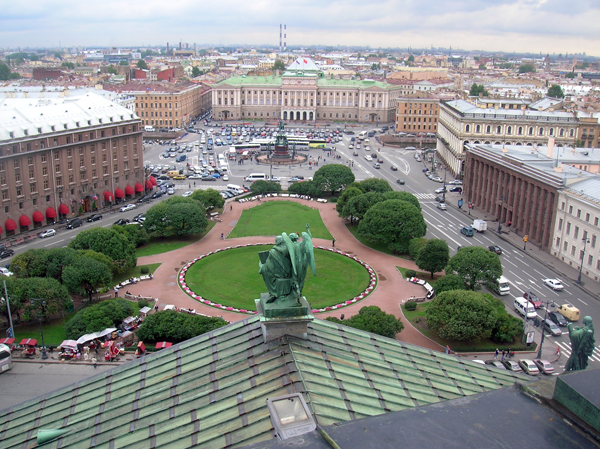
Ансамбль Ісаакіївської площі (Санкт-Петербург)

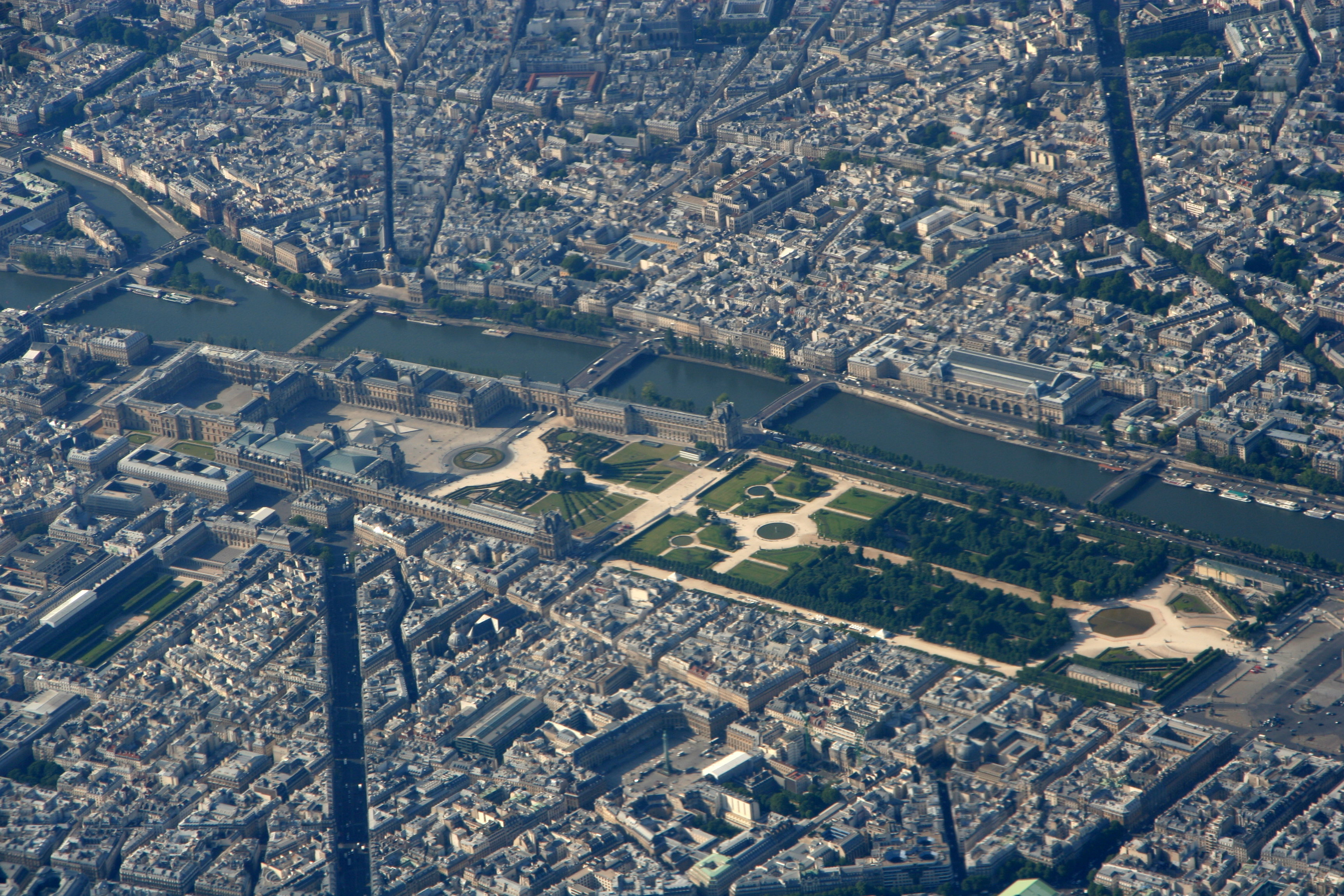
Ансамбль Лувру (Париж)

Архітектурний ансамбль (від фр. ensemble — цілісність, зв'язність, єдність) — "гармонійна єдність архітектурних споруд у певному просторовому середовищі (майдан, вулиця тощо), яка відповідає певному художньо-композиційному задумові". Образ архітектурного ансамблю залежить від зміни освітлення, пори року, присутності людей.
Важливим елементом ансамблю може слугувати ландшафт. При цьому ключову роль може грати рельєф місцевості. Дуже часто архітектурні ансамблі включають водойми.
Архітектурні ансамблі виникають за умови єдиного просторового вирішення комплексу.
Існують архітектурні ансамблі, створені одноразово, за єдиним планом і ансамблі, що складаються роками, зусиллями багатьох зодчих, де нові елементи органічно поєднуються зі старими. Класичними прикладами таких ансамблів є Площа Святого Марка в  Венеції та Дворцова площа в Санкт-Петербурзі.
Часто в композицію архітектурного ансамблю включаються не лише будинки та елементи ландшафту, а й скульптури, пам'ятники.

## Деякі типи архітектурних ансамблів
- Ансамбль площі (Площа Святого Марка в  Венеції, Кругла площа в Полтаві,Староміська площа в  Празі)
- Ансамбль фортеці (Московський кремль, Празький град, Альгамбра в  Гранаді)
- Палацово-парковий ансамбль ( Версаль, Самчики)
- Садибний ансамбль (Архангельське, Останкіно)
- Монастирський ансамбль (Монастир святої Катерини на Синаї, Києво-Печерська лавра, Гегард)